# Ángel del Castillo López
Ángel del Castillo López (La Coruña, 1886 - 1961) fue un historiador del arte y arqueólogo, miembro de varias academias, fundaciones e instituciones culturales de diversa índole. 
Además, fue un erudito de tardía formación que hasta superar los cuarenta años no pudo iniciar los estudios universitarios correspondientes. La gran parte de su vida estuvo dedicada a la docencia, ejerciéndola en lugares como la Escuela de Comercio, academias particulares y la Universidad.
En el año 1905 se convierte en miembro adjunto de la Real Academia Gallega, pero no será hasta 1927 cuando se integre como numerario de la misma institución. En 1924 entró a formar parte del Seminario de Estudios Gallegos.

## Biografía
Pulcro en el vestir y de porte señorial, escribió de él Chao Espina: «Parecía un personaje salido de un cuadro de Van Dyck, cuyos retratos se distinguen por su elegancia aprendida en los salones de los palacios genoveses». Filgueira Valverde añadiría: «Hombre de muchas almas, amó a su tierra como pocos, porque supo aprenderla».
Desde pequeño mostró afición por el estudio. Tras obtener el título de bachiller, se hizo profesor mercantil y maestro de primera enseñanza. Se casó muy joven y tuvo un hijo que murió a los pocos días de nacer. A este contratiempo se unió el fallecimiento de su esposa, con la cual estuvo casado poco tiempo. A los 34 años contrajo matrimonio en segundas nupcias con Obdulia García Cerdido, con quien tendría cinco hijos.
Falleció en La Coruña en 14 de marzo de 1961.

## Trascendencia y obras
En 1926 se licenció en Filosofía y Letras (sección de Historia) por la Universidad de Santiago de Compostela, y en Valladolid lo hizo en Archivos y Bibliotecas. En 1929 recibió las palmas académicas francesas y, al año siguiente, fue nombrado archivero municipal de La Coruña. Durante la Segunda República, en 1932, fue gobernador civil de Pontevedra.
Como profesor oficial, desempeñó los cargos de ayudante de clases prácticas de Arqueología en la Universidad de Santiago y ayudante numerario del Instituto de La Coruña, a partir de 1948. También fue profesor del colegio Dequidt de la capital herculina y cronista oficial de la ciudad, sustituyendo a César Vaamonde. Perteneció al Instituto Histórico do Miño, a la Asociación de Arqueólogos Portugueses y al Deutsches Arqueologisches Institute, y fue caballero de la Legión de Honor y presidente del coro Cantigas da Terra.
La contribución de Ángel del Castillo a la defensa, clasificación y preservación del patrimonio artístico gallego es de gran importancia y tuvo su punto máximo de culminación en el Inventario de la riqueza monumental y artística de Galicia (1972). Como creador de prosa únicamente dejó una novela corta titulada A dona das torres, que se publicó con el número doce en la Colección Lar. Se trata de una leyenda ambientada en el siglo XV, a la que se añaden una serie de notas históricas y documentales al final (de este modo se concretan lugares y fechas) que incrementan el atractivo de la narración, transformándola en un relato pseudohistórico.
Fue uno de los tertulianos de la Cova Céltica y alternó sus estudios y trabajos con las clases particulares. Su primer artículo salió en la Revista Gallega, y su primera charla la dio, en 1906, en el Patronato de La Coruña sobre "La arquitectura cristiana en Galicia".